# Dieter Seiz
Dieter Seiz (Kornwestheim, 20 marzo 1938) è un ex pallanuotista tedesco.
Ha fatto parte della Squadra Unificata Tedesca ai Giochi di Roma 1960.